# Adventist Review

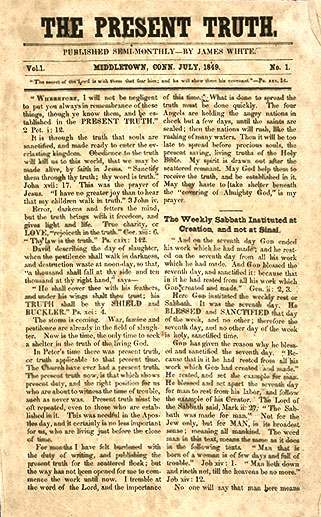
La première édition du
The Present Truth

Adventist Review — ou la Revue adventiste — est le magazine hebdomadaire semi-officiel de l'Église adventiste du septième jour. Il fut le premier périodique adventiste, le plus connu et influent. 

## Histoire
Adventist Review fut fondé par James et Ellen White en juillet 1849 sous le titre The Present Truth (La vérité contemporaine). Vers la fin de 1849, le périodique fut renommé Second Advent Review and Sabbath Herald (La revue de l'avènement et le héraut du sabbat). Pour simplifier, il fut de tradition de l’appeler la Review and Herald, ou plus simplement la Review. Depuis janvier 1978, le magazine est publié sous son nom actuel. 
Étant le principal périodique de l’Église adventiste, Adventist Review a exercé une influence considérable sur la pensée et l'unité des adventistes. Toutes les nouvelles essentielles étaient relatées. Tous les sujets théologiques y étaient débattus, parfois avec beaucoup de vigueur. Ne craignant pas le débat, James White publiait régulièrement les lettres des lecteurs. 

## Ligne éditoriale
La maison d'édition Review and Herald à Hagerstown dans le Maryland imprime l'Adventist Review. Quatre lignes directrices guident les parutions du magazine : 
- Spiritualité - Adventist Review cherche à conduire les lecteurs à Dieu et à enrichir leur relation avec lui.
- Message et mission - Adventist Review annonce le retour du Christ et engage les lecteurs à se préparer à sa venue.
- Diversité - Adventist Review voit les croyants au retour du Christ comme une famille mondiale avec un message mondial.
- Interaction avec les lecteurs - Fidèle à sa tradition, Adventist Review est " un lieu où les lecteurs apprennent, échangent, disent ce qu'ils ont à dire, et contribuent à former une communauté festive "[2].

En plus des éditions hebdomadaires, et des éditions spéciales qui se focalisent entièrement sur un thème précis, Adventist Review produit certaines éditions occasionnelles :
- Semaine de prière - Ce numéro spécial est publié une fois par an (au quatrième trimestre) en de nombreuses langues par les imprimeries adventistes du monde entier. À l'occasion de « la semaine de prière », les adventistes du monde entier se réunissent chaque soir dans les églises locales pour écouter des messages et prier ensemble. La semaine de prière commence et s'achève par le service d'adoration du sabbat (samedi). Développant un thème général, le contenu des messages quotidiens (pour les adultes et les enfants) est imprimé dans le numéro spécial. Dans de nombreux pays, chaque famille adventiste peut obtenir un exemplaire (souvent gratuit, ayant été payé par la Fédération ou la Mission locale).

- KidsView (Le regard des enfants) - Une fois par mois, un supplément de huit pages, distrayant et très coloré, est inséré dans Adventist Review pour les enfants (8-12 ans). Il contient « des nouvelles, des dévotions, l'histoire de l'adventisme et du christianisme, des récits, des puzzles, et des échantillons d'écrits d'élèves des écoles élémentaires adventistes à travers le monde »[3].

- Bulletins de la Conférence générale - Durant l'assemblée générale quinquennale de la Conférence générale (la direction mondiale) de l'Église adventiste du septième jour, Adventist Review publie quotidiennement (sauf le samedi) un rapport complet de son déroulement en texte et en images : allocutions, nominations, votes, rapports (des Divisions, des officiants de la Conférence générale et des institutions majeures), interviews, « une journée à l'assemblée ». Les abonnés et chaque délégué obtiennent un exemplaire quotidien ; ceux qui assistent à ce rassemblement peuvent aussi l'acheter sur place[4].

## Évolution de laReview
Adventist Review reçoit souvent des prix d'excellence pour la qualité de ses articles et de sa présentation artistique. Mais après avoir atteint le record d'impression de 250 000 exemplaires en 1994 chaque première semaine de chaque mois (l'édition spéciale nord-américaine), sa production a décliné depuis. Selon une enquête réalisée à travers le monde en 2002, 33 % des adventistes ont accès à la revue. Mais la parution du magazine international Adventist World en 2005 (en partie produit par la rédaction de la Review) a modifié en partie le lectorat d'Adventist Review. Aujourd'hui, celui-ci est plus que jamais essentiellement nord-américain. 

## Directeurs de la rédaction
Durant la seconde moitié du XIXe siècle, James White et Uriah Smith alternèrent le plus souvent comme rédacteurs en chef d'Adventist Review. À ce titre, ils contribuèrent grandement à façonner le mode de pensée adventiste.     

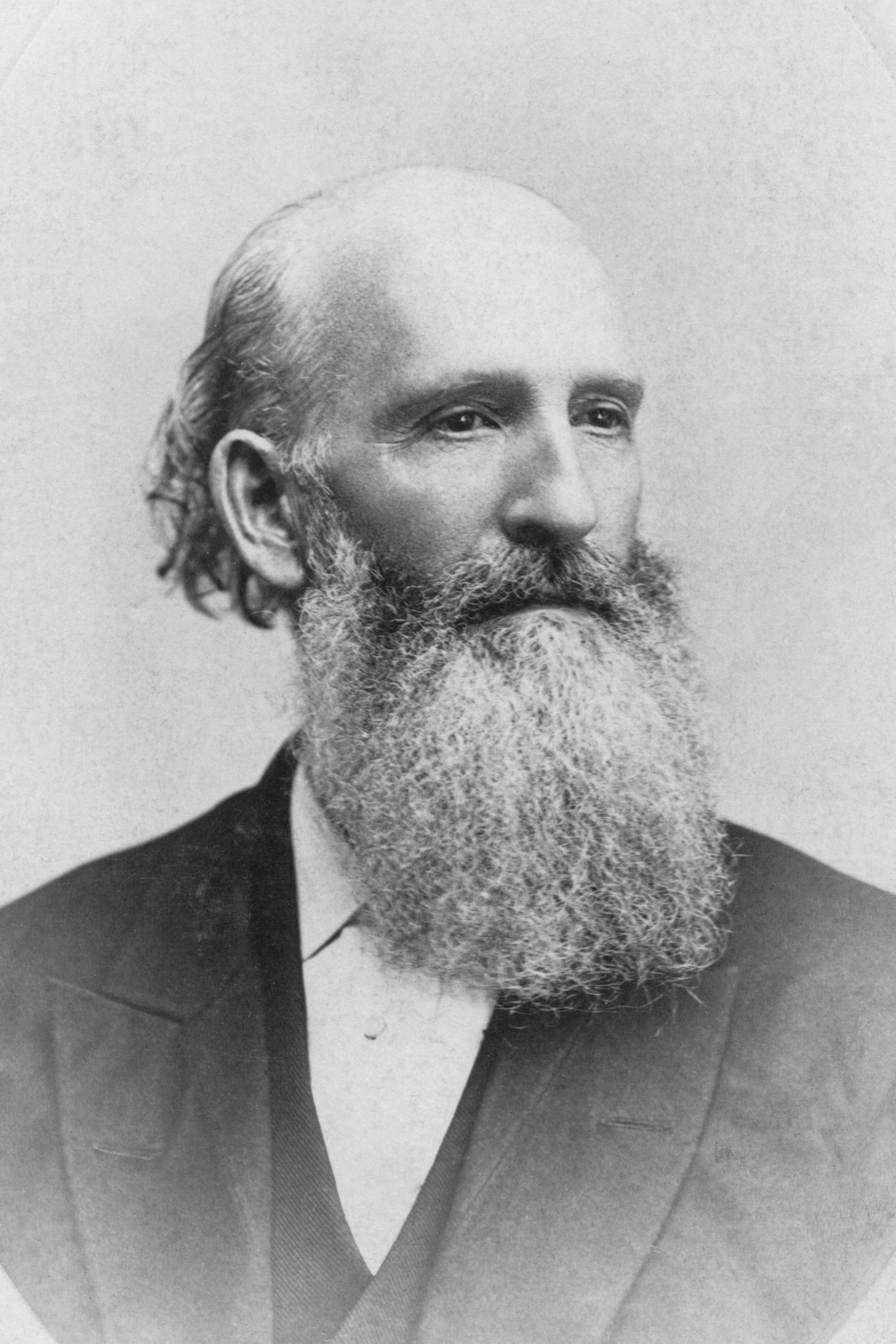
James White vers la fin de sa vie.

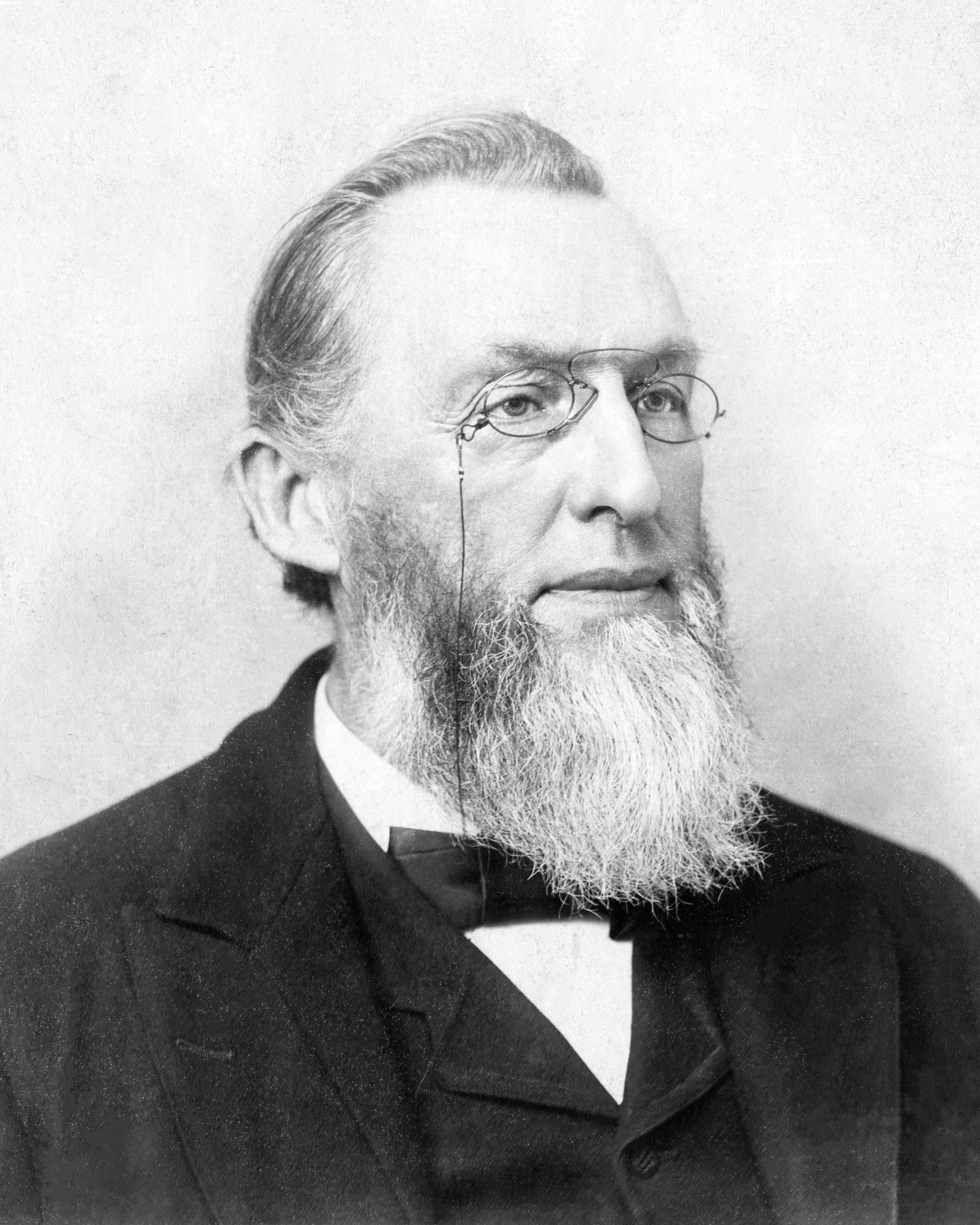
Uriah Smith

| - 1848 – 1855 : James White - 1855 – 1861 : Uriah Smith - 1861 – 1864 : James White - 1864 – 1869 : Uriah Smith - 1869 – 1870 : John N. Andrews - 1870 – 1871 : Uriah Smith - 1871 – 1872 : James White - 1872 – 1873 : Uriah Smith - 1873 – 1877 : James White - 1877 – 1880 : Uriah Smith - 1880 – 1881 : James White | - 1881 – 1897 : Uriah Smith - 1897 – 1901 : Alonzo Jones - 1901 – 1903 : Uriah Smith - 1903 – 1909 : William Prescott - 1909 – 1911 : William Spicer - 1911 – 1944 : Francis Wilcox - six mois en 1945 : William Spicer - 1945 – 1966 : Francis Nichol - 1966 – 1982 : Kenneth Wood - 1982 – 2006 : William Johnsson - 2007 – présent : Bill Knott |